# Ruprecht I (hrabia Nassau)
Ruprecht I (zm. przed 13 maja 1154) – pierwszy hrabia Nassau.

## Życiorys
Ruprecht był synem hrabiego Laurenburga Dudona (Henryka) oraz Anastazji, córki hrabiego Arnsteinu Ludwika II. Toczył też konflikty z sąsiadami i stopniowo powiększał swoje terytorium. Był wiernym stronnikiem Hohenstaufów. Przyjął tytuł od zamku Nassau, o który spierał się z biskupami Wormacji – efektem tego sporu była ekskomunika Ruprechta.

## Rodzina
Żoną Ruprechta była Beatrycze, córka hrabiego Limburgii i księcia Dolnego Lotaryngii Walrama II. Mieli trzech synów, którzy wspólnie objęli rządy w hrabstwie: Arnolda, Ruprechta i Walrama.